# Борівська сільська рада (Макарівський район)
| Борівська сільська рада — орган місцевого самоврядування у Макарівському районі Київської області з адміністративним центром у с. Борівка. Сільській раді підпорядковані населені пункти: - с. Борівка - с. Лисиця - с. Садки-Строївка - с. Шнурів Ліс |

## Склад ради
Рада складається з 14 депутатів та голови.

### Керівний склад ради
| ПІБ                       | Основні відомості                                                               | Дата обрання | Дата звільнення |
| ------------------------- | ------------------------------------------------------------------------------- | ------------ | --------------- |
| Королькова Любов Адамівна | Сільський голова, 1958 року народження, освіта, позапартійна                    | 26.03.2006   | 31.10.2010      |
| Королькова Любов Адамівна | Сільський голова, 1958 року народження, освіта середня спеціальна, позапартійна | 31.10.2010   |                 |

Примітка: таблиця складена за даними джерела